# ينال حكمت جانخوت
ينال حكمت جانخوت (1934-) وزير أردني سابق، ولد في مدينة عمّان؛ يحمل درجة البكالوريوس في السياسة والاقتصاد. تولى منصب وزير السياحة والآثار في (1988- 1989) و (1991-1993). كما تولى تولى منصب رئيس التشريفات الملكية في عهد الملك الحسين بن طلال في الفترة 1971-1985. كما تولى منصب مستشار الملك عبد الله الثاني بن الحسين. وأصبح عضواً في مجلس الأعيان الأردني السابع عشر 1996، والتاسع عشر 2001-2003، والعشرين 2003-2005.